# Стів Шабо
Стівен Джозеф «Стів» Шабо (англ. Steven Joseph «Steve» Chabot; нар. 22 січня 1953, Цинциннаті, Огайо) — американський політик-республіканець, член Палати представників США з 1995 по 2009 і з 2011 (голова Комітету Палати з питань малого бізнесу).
Навчався в LaSalle High School у Цинциннаті. 1975 року він отримав ступінь бакалавра в галузі історії в Коледжі Вільяма і Мері, а в 1978 — диплом юриста в Університеті Північного Кентуккі. Потім він працював юристом у штаті Огайо.